# 9429 Poreč
(9429) Poreč, denumire internațională (9429) Porec, este un asteroid din centura principală de asteroizi.

## Descriere
9429 Poreč este un asteroid din centura principală de asteroizi. A fost descoperit pe 14 martie 1996 la Visnjan de Observatorul din Višnjan. Asteroidul prezintă o orbită caracterizată de o semiaxă mare de 3,03 ua, o excentricitate de 0,08 și o înclinație de 1,6° în raport cu ecliptica.